# Gestació per substitució

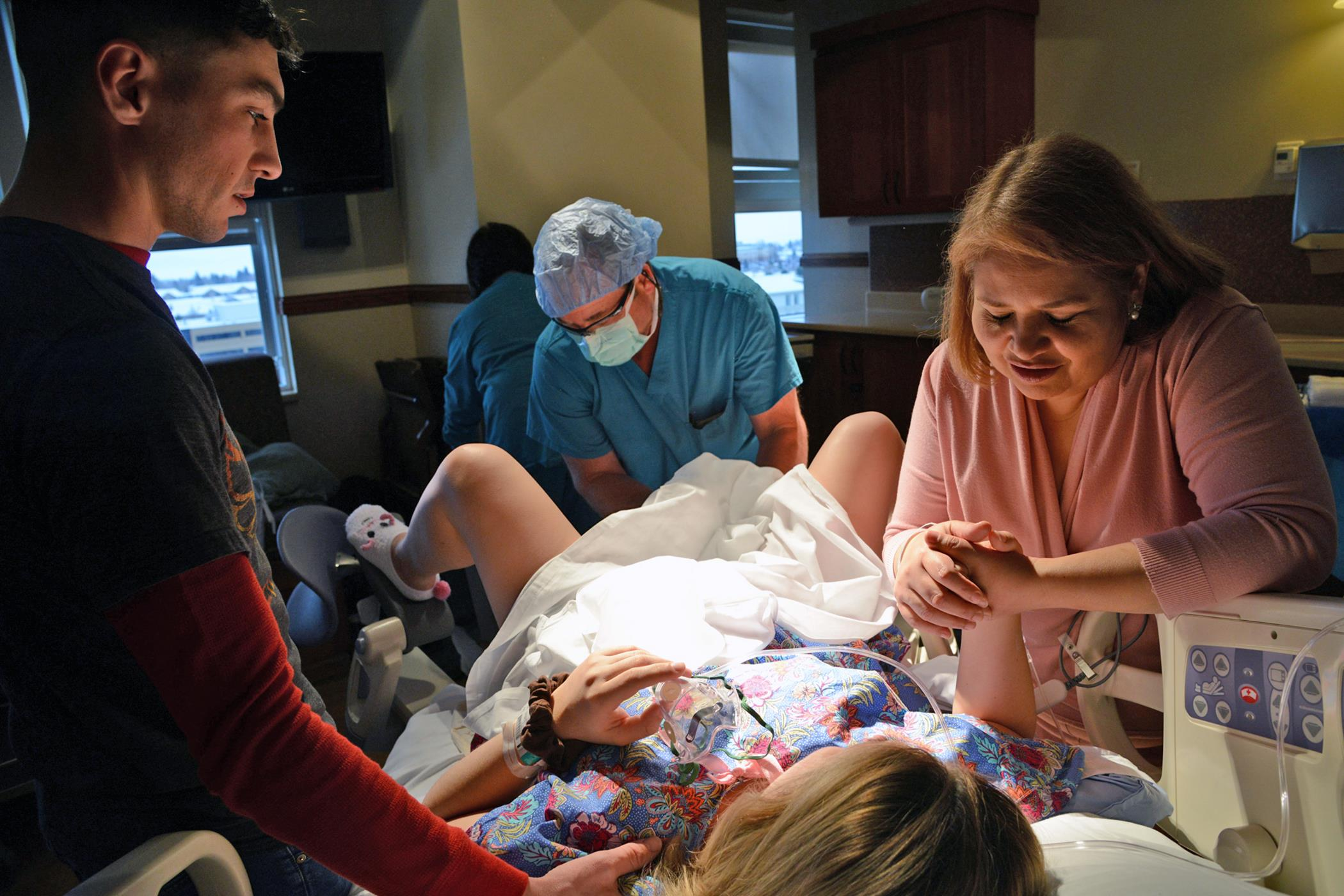
Els futurs pares assisteixen al naixement del nadó subrogat a través d'una substituta gestacional.

La gestació per substitució o gestació subrogada és una tècnica de reproducció assistida i que consisteix que una dona gesta un bebè perquè sigui criat per una altra persona. La gestant pot aconseguir l'embaràs via inseminació artificial (amb gàmetes que poden ser del pare o d'un altre donant) o via fecundació in vitro (amb gàmetes que poden ser d'un, els dos o cap dels pares).
Des dels inicis com a pràctica comercial a la dècada del 1970, la gestació subrogada suscita fortes controvèrsies ètiques, legals i socials. La pràctica té un ús tant per part de parelles heterosexuals com de parelles homosexuals.

## Conceptes
Els agents que hi intervenen són:
- La gestant: No pot ser considerada mare de l'infant gestat.[2] Porta el bebè a l'úter.
- L'infant o bebè.
- Pare o mare intencional: És el pare o mare de l'infant.

## Tècniques
Inseminació artificial:
És la tècnica aplicada en el cas de la subrogació tradicional o parcial. Els mètodes més senzills d'inseminació artificial (tant amb el semen de la parella com amb del donant) consisteixen en observar amb molta cura el cicle menstrual de la dona, dipositant el semen en la seva vagina just quan un òvul és alliberat. Procediments més complicats, com dipositar espermatozoides directament a l'úter, són empleats segons cada cas i augmenten la probabilitat que la facundació tingui èxit.
Fecundació in vitro:
Aquesta és una tècnica per la qual la fecundació dels oòcits pels espermatozoides es realitza fora del cos de la mare. El procés implica el control hormonal del procés ovulatori, extraient un o diversos oòcits dels ovaris materns, per permetre que siguin fecundats per espermatozoides en un medi líquid. El oòcit facundat pot llavors ser transferit a l'úter de la dona i així continuï el seu desenvolupament fins al part.

## Legislació
Hi ha països on és legal mentre d'altres no pels plantejaments ètics que suposa. Un dels problemes ètics que planteja la gestació per substitució és "la manca de drets de la gestant per substitució sobre l'infant".
A Espanya, no està permesa legalment.